# Echte valeriaan

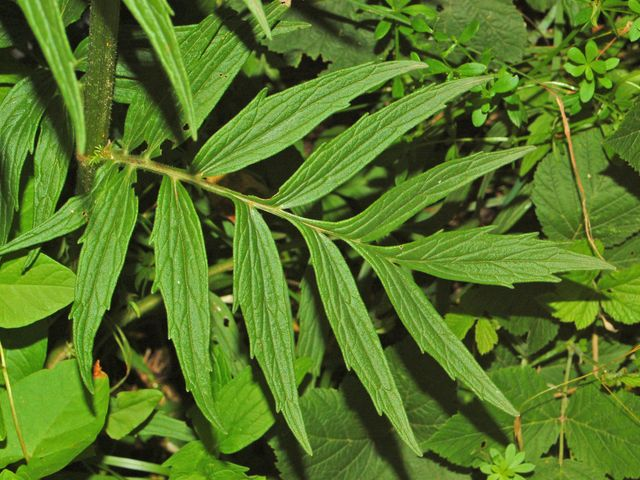
Blad met bladslippen

Echte valeriaan (Valeriana officinalis) is een kruidachtige plant uit de kamperfoeliefamilie (Caprifoliaceae). Hij staat ook bekend als Grote valeriaan en als Valeriana repens. De soort komt voor in de gematigde delen van Eurazië. Uit de wortelstok wordt een extract verkregen dat wordt toegepast als bestanddeel voor rustgevende middelen.

## Beschrijving
De bloeitijd van de overblijvende plant is juni-juli met een mogelijke nabloei in september. Een bloeiende plant is 60–120 cm hoog. De stengel is kaal, de bladeren zijn geveerd of veervormig met getande bladslippen. Ze staan verspreid in twee rijen. Alleen de grotere onderste bladeren zijn gesteeld. De witte tot roze bloemen staan in schermvormige tuilen. De plant groeit op vochtige, humusrijke plaatsen met niet te veel schaduw. Echte valeriaan komt in Nederland en België in de meeste gebieden algemeen voor.

## Plantengemeenschap
De echte valeriaan is een kensoort voor het onderverbond Circaeo-Alnenion van het verbond van els en gewone vogelkers (Alno-padion).

## Ecologie
Echte valeriaan is waardplant voor de vlinders Depressaria pulcherrimella, Pandemis dumetana en de woudparelmoervlinder

## Toepassingen
Valeriaan is een bekende plant binnen de fytotherapie. Extracten van deze plant (verkregen door extractie met water of 70% ethanol in water) kunnen effectief zijn bij slapeloosheid.
Valeriaan werd reeds tweeduizend jaar geleden in het oude Griekenland gebruikt. Hippocrates beschreef reeds de eigenschappen van valeriaan. Ook Dioscorides gaf in de eerste eeuw van onze jaartelling in zijn boek 'De Materia Medica' een uitgebreide beschrijving van de valeriaanplant en haar werking. Aanvankelijk werd de plant voornamelijk gebruikt vanwege haar bittere en aromatische eigenschappen en werd het onder meer als krampstillend middel ingezet. De sedatieve eigenschappen van de valeriaanplant werden waarschijnlijk als eerste beschreven door de Griekse arts Claudius Galenus in de tweede eeuw na Christus. Het duurde circa 15 eeuwen voordat deze sedatieve eigenschappen werden herontdekt. In de eeuwen daarna werd valeriaan nog veelvuldig gebruikt in de artsenij ter kalmering bij nervositeit en hysterie, evenals ter behandeling van verteringsproblemen en flatulentie. Tot in de jaren 1940 werd valeriaan nog ingezet als geneesmiddel voor slaapproblemen en angsten. In de jaren 1950 raakte valeriaan in onbruik met de opkomst van farmaceutische rustgevers.
Er zijn vele studies verricht om het werkingsmechanisme van de valeriaanextracten te achterhalen, hier is echter geen eenduidig mechanisme uitgekomen. Valereniaanzuur grijpt in op de gamma-aminoboterzuur-A (GABAA) receptor. GABA receptoren spelen een belangrijke rol in het inhiberen van signalen van zenuwcellen. Er is echter niet bekend of en hoe valereniaanzuur door de bloed-hersenbarrière kan worden getransporteerd.
De resultaten van onderzoeken die de werkzaamheid van valeriaanextracten onderzochten zijn niet eenduidig over de effecten op de slaap; er lijkt een effect op de slaaplatentie te zijn (de tijdsduur die het kost om in slaap te vallen). Tevens lijkt er een langere SWS (Slow-Wave-Sleep) periode te zijn; dit is de diepe slaap tijdens een slaapperiode. Maar andere studies konden geen enkele effectiviteit aantonen.
Wegens de relatief lichte bijwerkingen wordt valeriaan gebruikt als alternatief voor kalmeringsmiddelen als benzodiazepinen. Het is ook een ingrediënt van kraamanijs.

### Veiligheid
Er is in het verleden zorg geuit over in vitro geconstateerde mutagene en cytotoxische eigenschappen van bepaalde inhoudsstoffen (valepotriaten) in de wortel van de plant. Deze zijn in vivo niet waargenomen, wat te verklaren is doordat valepotriaten slecht geabsorbeerd worden en snel omgezet worden in minder toxische metabolieten.
In de wetenschappelijke literatuur zijn drie gevallen van leverproblemen gerapporteerd na gebruik van valeriaan-bevattende producten, waarbij de problemen weer ophielden na met het product te zijn gestopt. In hoeverre dat duidt op een oorzakelijk verband is nog niet duidelijk.
Uit dierproeven en in de literatuur beschreven case-studies blijkt geen negatief effect op zwangerschap, ook niet in hoge doseringen (2,8 gram per kg lichaamsgewicht).

## Geur
De gehele plant ruikt duidelijk ranzig. De plant heeft een matig krachtige, onaangename, lichte, ranzige, wat zure geur die doet denken aan zweet.
Valeriaan werd in de 16e eeuw gebruikt als parfum en als geurstof aan de was toegevoegd. Valeriaan heeft op katten een onweerstaanbare en sterk prikkelende werking. Omdat katten zo dol zijn op de geur heeft de plant als alternatieve naam 'kattenkruid'; niet te verwarren met de niet-verwante soort wild kattenkruid (Nepeta cataria). De typische doordringende geur van de wortel ontwikkelt zich pas bij het drogen.